# Іщеїно (Липецька область)
Іщеїно (рос. Ищеино) — село у Краснинському районі Липецької області Російської Федерації.
Населення становить 469 осіб. Належить до муніципального утворення Іщеїнська сільрада.

## Історія
З 13 червня 1934 до 26 вересня 1937 року у складі Воронезької області, у 1937-1954 роках — Орловської області. Відтак входить до складу Липецької області.
Згідно із законом від 2 липня 2004 року №114-оз органом місцевого самоврядування є Іщеїнська сільрада.

## Населення
| 2010 |
| ---- |
| 469  |

## Відомі особистості
В поселенні народилась:
- Жеребцова Олександра Андріївна (1929—?) — доярка, тваринник, Герой Соціалістичної Праці.